# سيد أباد (قهاب صرصر)
سید أباد (بالفارسية: صیدآباد) هي مستوطنة تقع في إيران في قسم قهاب صرصر الريفي. يقدر عدد سكانها بـ 443 نسمة .